# نجان لوك فونغ
نجان لوك فونغ (بالصينية: 顏樂楓) هو لاعب كرة قدم صيني في مركز الوسط، ولد في 26 يناير 1993 في هونغ كونغ في الصين. شارك مع منتخب هونغ كونغ تحت 20 سنة لكرة القدم ومنتخب هونغ كونغ تحت 23 سنة لكرة القدم ومنتخب هونغ كونغ لكرة القدم. أما مع النوادي، فقد لعب مع نادي كيتشي.

## وصلات خارجية
- نجان لوك فونغ على موقع قاعدة بيانات كرة القدم.إي يو (الإنجليزية)
- نجان لوك فونغ على موقع Soccerway.com (الإنجليزية)